# 1941 na televisão

## Nascimentos
| Data            | Nome             | Profissão                                  | Nacionalidade  | Observações | Ref   |
| --------------- | ---------------- | ------------------------------------------ | -------------- | ----------- | ----- |
| 8 de janeiro    | Graham Chapman   | ator e escritor                            | Inglaterra     | m. 1989     | [ 1 ] |
| 8 de fevereiro  | Nick Nolte       | ator                                       | Estados Unidos |             |       |
| 13 de fevereiro | Boris Casoy      | jornalista                                 | Brasil         |             |       |
| 5 de abril      | Michael Moriarty | ator e músico                              | Estados Unidos |             |       |
| 7 de abril      | Mussum           | músico e humorista                         | Brasil         | m. 1994     | [ 2 ] |
| 25 de abril     | Umberto Magnani  | ator e produtor                            | Brasil         | m. 2016     | [ 3 ] |
| 8 de maio       | Betty Faria      | atriz                                      | Brasil         |             |       |
| 12 de maio      | Sérgio Chapelin  | locutor e apresentador                     | Brasil         |             |       |
| 25 de maio      | António Montez   | ator, dobrador e encenador                 | Portugal       | m. 2014     | [ 4 ] |
| 12 de julho     | Benny Parsons    | automobilista e locutor/analista de tv     | Estados Unidos | m. 2007     | [ 5 ] |
| 16 de julho     | Juarez Soares    | jornalista esportivo                       | Brasil         | m. 2019     | [ 6 ] |
| 20 de julho     | Maria Lúcia Dahl | atriz, roteirista, escritora e colunista   | Brasil         | m. 2022     | [ 7 ] |
| 20 de dezembro  | Athayde Patreze  | apresentador de tv, empresário e socialite | Brasil         | m. 2006     | [ 8 ] |

## Mortes
| Data | Nome | Profissão | Nacionalidade | Observações | Ref |
| ---- | ---- | --------- | ------------- | ----------- | --- |